# Matarife
 (août 2020).
Matarifeː Un génocideur innommable, connu simplement sous le nom de Matarife la série ou Matarife, est une série web du journaliste, écrivain et avocat colombien Daniel Mendoza Leal. 
La série de type documentaire raconte les découvertes journalistiques qui relieraient la vie d'Álvaro Uribe à des trafiquants de drogue, des paramilitaires et des politiciens corrompus en Colombie. Présenté sur les réseaux sociaux le vendredi 22 mai 2020 à 19h00 (19h00). Il a été financé et produit en Australie, aux États-Unis et en Colombie .